# Carina Laschober-Luif

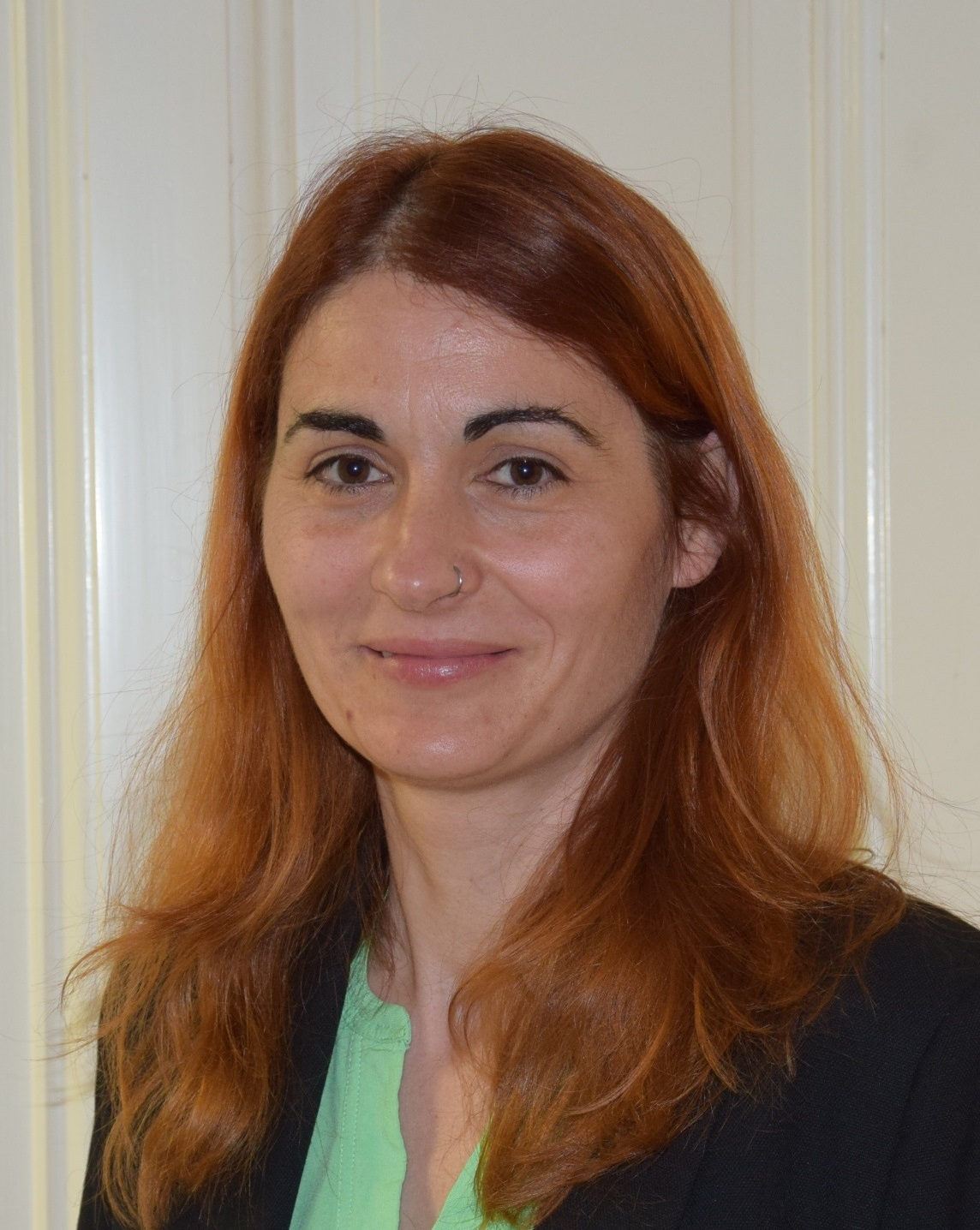
Carina Laschober-Luif, 2022

Carina Laschober-Luif (* 26. Oktober 1981 in Hartberg als Carina Luif) ist eine österreichische Politikerin der Österreichischen Volkspartei (ÖVP). Seit dem 17. Februar 2020 ist sie Abgeordnete zum Burgenländischen Landtag.

## Leben

### Ausbildung und Beruf
Carina Luif besuchte nach der Volks- und Hauptschule in Pinkafeld die Höhere Bundeslehranstalt in Oberwart, wo sie 2001 maturierte. Anschließend begann sie ein Studium der Universität für Bodenkultur, das sie 2008 als Diplomingenieurin mit einer Diplomarbeit über Ruhe- und Schlafverhalten von Sauen in unterschiedlichen Abferkelsystemen abschloss. Parallel dazu betrieb sie ab 2005 ein Lehramtsstudium für land- und forstwirtschaftliche Berufsschulen und mittlere und höhere Schulen an der Hochschule für Agrar- und Umweltpädagogik, dieses Studium beendete sie 2008 als Diplom-Pädagogin.
Von 2011 bis 2013 war sie für den Verein Genuss Region Österreich und 2014/15 für das landwirtschaftliche Bezirksreferat in Oberwart tätig. Seit 2015 führt sie einen landwirtschaftlichen Betrieb, unterrichtet als Seminarbäuerin und bietet Schule am Bauernhof am Hof an. Für ihr Bauernbrot erhielt sie ab 2017 jeweils zwei Silber- und vier Goldmedaillen.

### Politik
Laschober-Luif ist Kammerrätin und seit 2017 Bezirksbäuerin der Landwirtschaftskammer Burgenland. Im Bauernbund ist sie Ortsobfrau in Pinkafeld, geschäftsführende Bezirksobfrau im Bezirk Oberwart sowie Mitglied im burgenländischen Landesbauernrat. 2017 wurde sie zur Bezirksbäuerin von Oberwart gewählt, 2022 wurde sie für weitere fünf Jahre in dieser Funktion bestätigt. Im Oktober 2019 wurde sie am Landesparteitag zur Landesparteiobmann-Stellvertreterin der ÖVP Burgenland gewählt.
Bei der vorgezogenen Landtagswahl im Burgenland 2020 kandidierte sie hinter Spitzenkandidat und Landesparteiobmann Thomas Steiner sowie Melanie Eckhardt an dritter Stelle der Landesliste sowie auf dem vierten Listenplatz im Landtagswahlkreis 5 (Oberwart). Am 17. Februar 2020 wurde sie in der konstituierenden Sitzung der XXII. Gesetzgebungsperiode als Abgeordnete zum Burgenländischen Landtag angelobt. Im Landtag wurde sie Obfrau des Agrarausschusses und Mitglied im Umweltausschuss, im ÖVP-Landtagsklub fungiert sie als Bereichssprecherin für Land- und Forstwirtschaft, Umwelt und Klimaschutz.
Im April 2022 wurde sie parteiintern in ihrer Heimatstadt Pinkafeld einstimmig zur Kandidatin für die im Rahmen der Gemeinderatswahlen im Burgenland 2022 stattfindenden Bürgermeisterdirektwahlen gewählt. Hier verfehlte sie nur knapp eine Stichwahl. Am 28. Oktober 2022 wurde Carina Laschober-Luif als Vizebürgermeisterin von Pinkafeld angelobt.
Im November 2023 wurde sie Stellvertreterin von ÖVP-Bezirksparteiobmann Hans Unger im Bezirk Oberwart. Für die Landtagswahl 2025 wurde sie auf Platz zwei der ÖVP-Landesliste gereiht. Im Juni 2025 wurde sie als Nachfolgerin von Patrizia De Lellis-Mejatsch zur ÖVP-Stadtparteiobfrau in Pinkafeld gewählt.

### Privates
Carina Laschober-Luif ist verheiratet und hat zwei Kinder.